# سیدی اشاق
سیدی اشاق (به فرانسوی: Sidi Ishaq) یک منطقهٔ مسکونی در مراکش است که در استان صویره واقع شده است. سیدی اشاق ۹٬۵۵۳ نفر جمعیت دارد.